# Veronica (Bianca Atzei)
Veronica è il secondo album in studio della cantautrice italiana Bianca Atzei, pubblicato il 29 aprile 2022 dall'etichetta discografica Apollo Records, prodotto da Diego Calvetti con gli arrangiamenti di Diego Calvetti e Lapo Consortini.

## Descrizione
Il disco contiene 11 tracce, tra cui alcuni singoli già pubblicati dalla cantante nel 2021, anno antecedente alla pubblicazione del disco avvenuta il 29 aprile 2022. In un'intervista rilasciata a La Gazzetta dello Spettacolo la cantante ha dichiarato: «Senza Veronica non ci sarebbe mai stata "questa" Bianca, è l'anima e la vera essenza, è la parte più forte e autentica di me. Questo è quello che vorrei raccontare attraverso questo nuovo progetto. La mia ritrovata consapevolezza, direzione e libertà».

## Tracce
1. Chanel – 3:12 (Lapo Consortini, Legno, Veronica Atzei)
2. John Travolta (con i Legno) – 2:46 (Lapo Consortini, Valerio Carboni, Diego Calvetti, Veronica Atzei, Legno)
3. Collisioni (con Virginio) – 3:18 (Carlo Frigerio, Fabio Dalè, Diego Calvetti, Walter Ferrari)
4. Le stelle (con Arisa) – 3:07 (Diego Calvetti, Marco Rettani, Veronica Atzei)
5. Videogames (con Ciao Sono Vale e Danti) – 3:23 (Diego Calvetti, Valeria Fusarri, Danti, Paolo Saraceni, Veronica Atzei, Marco Rettani)
6. Fotogrammi (con J-Ax) – 3:06 (Cino, Simone Cremonini, Veronica Atzei, Diego Calvetti, Alessandro Aleotti)
7. La televisione (con Briga) – 3:27 (Diego Calvetti, Veronica Atzei, Briga, Marco Rettani)
8. Sei la mia città – 3:19 (Irene Venturi, Francesco Ceriani, Diego Calvetti, Veronica Atzei)
9. Straniero (con Boss Doms e Seryo) – 2:33 (Carlo Frigerio, Fabio Dalè, Simone Cremonini, Veronica Atzei, Seryo)
10. Siamo tutte uguali (con Cristiano Malgioglio) – 2:57 (Lapo Consortini, Pio Stefanini, Marco Ciappelli, Cristiano Malgioglio)
11. Ora esisti solo tu (versione acustica, con Kekko Silvestre) – 3:41 (Kekko Silvestre)